# Jonas Salk
Jonas Edward Salk (n. 28 octombrie 1914, New York City, New York, SUA - d. 23 iunie 1995, La Jolla, California, SUA), a fost un medic virusolog american, creatorul vaccinului contra poliomielitei.

## Copilăria și tinerețea
Jonas Salk s-a născut la New York, ca fiul cel mai mare al unei perechi de evrei originari din Imperiul Rus, Daniel Salk și Dora născută Press. Familia a locuit mai întâi în Harlemul de est, apoi în cartierul Bronx, iar ulterior în Queens
Tatăl era croitor de dame și și-a dorit ca cei trei fii ai săi să aibă parte de o educație corespunzătoare. Frații lui Jonas se numeau Herman și Lee, acesta din urmă fiind cunoscut ulterior ca psiholog de copii.
La vârsta de 12 ani Salk a fost înscris la liceul Townsend Harris, o școală particulară pentru școlari dotați, în care elevii urmau să cuprindă în trei ani un program care la origine era destinat pentru o perioada de 4 ani. Salk s-a distins curând la învățătură și ca un avid cititor de cărți. După bacalaureat, la numai 15 ani, în septembrie 1930, în toiul crizei economice mondiale, a izbutit să fie admis la City College din New York. 
La insistențele mamei sale, el a renunțat la planurile inițiale de a deveni avocat, și s-a concentrat asupra materiilor necesare pentru ulterioare studii de medicină.
Deși resursele colegiului lăsau de dorit (avea puține laboratoare de cercetare, o bibliotecă incompletă și putini conferențiari de renume) Salk s-a distins ]n 1934 ca unul din cei mai buni absolvenți cu titlul de B.S. în chimie și a obținut o bursă pentru continuarea studiilor de medicină la Universitatea New York 
De la bun început Salk s-a decis nu pentru o carieră de medic practicant, ci pentru una de cercetare. Vreme de un an a întrerupt studiile obișnuite de medicină, pentru a studia biochimia, apoi s-a preocupat mai cu seama de bacteriologie. Era convins că pe această cale, va putea fi de folos omenirii în general, și nu numai unor pacienți individuali.  
În ultimul an de studiu a lucrat vreme de două luni ca voluntar în laboratorul lui Thomas Francis junior, care efectuase înainte cercetări pentru Fundația Rockefeller, unde descoperise tipul B al virusului gripei. Francis l-a introdus pe Salk în domeniul virusologiei.
În 1939 Salk a promovat facultatea cu titlul de doctor în medicină.

## Activitatea medicală și de cercetare

### Stagiul medical la Spitalul Mount Sinai
Începând din anul 1939 Salk a început un stagiu la Spitalul Mount Sinai din New York, iarăși într-un laborator al lui Francis. 
Deși s-a concentrat mai ales în munca de laborator, el a dovedit și excelente însușiri de clinician și chirurg
După încheierea stagiului, prin mijlocirea lui Thomas Francis jr. care între timp s-a mutat la Universitatea Michigan, Salk a obținut o bursă a Consiliului Național de Cercetare al Statelor Unite. 
După intrarea Statelor Unite în cel de al Doilea Razboi Mondial în anul 1941, Salk urma sa fie recrutat ca medic militar, dar datorita intervenției lui Thomas Francis, care a insistat asupra însemnătății supreme ale cercetărilor în care erau implicați pentru apărarea națională, el a putut în cele din urmă  
să-și înceapă în prima parte a anului 1942 munca științifică la Ann Arbor, Michigan.

### Dezvoltarea unui vaccin antigripal împreună cu Thomas Francis
Împreună cu Francis jr, Salk a dezvoltat un vaccin împotriva gripei, care a fost curând aplicat pe scara largă în bazele militare. El fusese responsabil de izolarea tulpinelor de virus necesare pentru compunerea vaccinului.

### Plecarea la Pittsburgh – Începutul cercetării în domeniul poliomielitei
În 1947 Salk s-a hotărât să caute un institut unde să conducă un laborator propriu de cercetări. După ce s-a lovit de trei refuzuri, a acceptat propunerea lui William McEllroy, decanul facultății de medicină de la Universitatea Pittsburgh, și în toamna anului 1947 s-a transferat în Pennsylvania.
La început a trebuit să se măsoare cu condiții de lucru inferioare, în spații rău dotate în pivnițele Spitalului Municipal local, în cele din urmă a obținut ameliorarea situației, sprijin financiar și recunoașterea necesară.  A prezentat decanului planul sau de munca în cercetarea în domeniul poliomielitei, al gripei, rujeolei, și a răcelilor comune. Deși novice în cercetarea legată de poliomielită, a știut ca aceasta poate să atragă un sprijin adecvat din partea Fundației Naționale pentru Paralizia Infantilă.   
La Pittsburgh Salk a reușit să dezvolte primul său vaccin activ contra virusului poliomielitei, pe care l-a testat pe sine însuși și pe membrii familiei sale. Era un vaccin cu viruși uciși cu ajutorul formolului.
Vaccinul a fost aprobat pentru folosință în anul 1955.

### Reușita campaniei împotriva paraliziei infantile
Vaccinul zis Salk a fost unul dintre primele vaccinuri eficace pentru imunizarea contra unui virus în general. El a fost esențial pentru campania mondială de eradicare a poliomielitei, altădată una din bolile cele mai ucigătoare și invalidante, mai ales la copii. Vaccinul funcționează pe principiul virusului slăbit. Adică injectarea unei forme slăbite, sau inofensive, a virusului poliomielitei la pacient, permite corpului uman să dezvolte o imunitate contra acestuia, fără totuși a se îmbolnăvi grav. Imunizat contra formei slăbite, corpul este în consecință imunizat și contra formei mai virulente a aceluiași virus. În 1961, Albert Sabin avea să dezvolte un vaccin administrabil pe cale orală, plecând de la o formă slăbită a virusului. Salk nu a patentat niciodată vaccinul său, el nu gândea să devină milionar, estimând că salariul său și donațiile îi vor permite să viețuiască decent. Un ziarist (Ed Murrow) i-a pus întrebarea « De ce nu a patentat vaccinul său? », el i-a răspuns « Se patentează soarele? » Pentru el, rezultatul muncii sale aparținea omenirii.
În pofida marelui succes al vaccinului său, mulți colegi s-au distanțat de Salk, deoarece el a încălcat reguli nescrise ale „Comunității științifice. 
”În numeroasele sale apariții publice Salk a omis să sublinieze contribuția altor însemnați cercetători la realizarea vaccinului, de pilda cea a microbiologilor și epidemiologilor John Franklin Enders, Thomas H Weller și Frederick Chapman Robbins, care primiseră, de altfel, premiul Nobel pentru medicină în anul 1954.  
Salk a devenit în ochii opiniei publice unicul erou, fiind celebrat prin atribuirea numelui său atât vaccinului, cât și multor străzi, poduri și școli.
Potrivit cu dorința sa, în 1962 au început lucrările de construcție ale Institutului Salk de cercetari biologice din La Jolla, lângă San Diego, în California, care a fost inaugurat în anul  1967.  
În ultimii ani ai vieții Salk a fost preocupat cu obținerea unui vaccin împotriva SIDA.

## Viața particulară
Jonas Salk s-a căsătorit prima dată în 1939 cu Donna Lindsay, cu care a avut trei fii: Peter, Darrell și Lee. În 1968 cuplul a divorțat, iar în 1970 Salk
s-a căsătorit cu pictorița Françoise Gilot, fostă iubită a lui Pablo Picasso și mama a doi copii ai artistului.
Salk a murit la 23 iunie 1995 la La Jolla. El a fost înmormântat la cimitirul „El Camino Memorial Park” din San Diego.

## Premii și onoruri
- 1955 - Medalia de merit a Statului Pennsylvania
- 1955 City University din New York creează bursa de studii Salk
- 1955 -  Medalia de aur a Congresului SUA
- 1956 - Premiul Albert Lasker pentru cercetări clinice medicale
- 1958 - Premiul James D.Bruce
- 1958 - Onorat la Polio Hall of Fame la Warm Springs,Georgia
- 1975 - Premiul Jawaharlal Nehru pentru înțelegerea între popoare
- 1976 - Ales Umanistul Anului de către Asociația Umanistă Americană
- 1977 - Medalia Prezidențială a Libertății - din partea presedintelui Jimmy Carter
- 1995 - Premiu Special în cadrul celor Patru Premii ale Libertății

## In Memoriam
- Fundația March of Dimes creează premiul Salk in valoare de 250,000 $ pentru cercetători remarcabili în domeniul stiințelor biologice
- Scoli numeroase in Mesa Arizona, Tulsa (Oklahoma), Bolingbrook (Illinois), Levittown (New York), Old Bridge (New Jersey) și Sacramento (California),îi primesc numele

## Cărți publicate
- Man Unfolding / Dezvăluirea omului (1972);
- Survival of the Wisest / Supraviețuirea celui mai înțelept (1973);
- World Population and Human Values: A New Reality / Populația mondială și valorile umane: o realitate nouă (1981);
- Anatomy of Reality: Merging of Intuition and Reason / Anatomia realității : fuzionarea intuiției și a rațiunii (1983).